# Jan Adriaensz. van Staveren
Jan Adriaensz. van Staveren ou Johannes Adriaensz. van Staveren (vers 1613, Leyde - avril 1669, Leyde) est un peintre néerlandais du siècle d'or. Il est connu pour ses œuvres illustrant des scènes de genre et des scènes religieuses.

## Biographie
Jan Adriaensz. van Staveren est né vers 1613 à Leyde aux Pays-Bas. 
Il étudie la peinture à Leyde en 1628. Il est répertorié à Leyde comme peintre à partir de 1644. Il est également maire de la ville de Leyde. Il a été influencé par le peintre Gérard Dou et son style est caractéristique de l'école de Leyde.

## Œuvres
en France
- Aix-en-Provence, musée Granet : Saint Jérôme en prière, huile sur bois.
- Douai, : Vieillard s'appuyant sur un bâton, huile sur toile, 57 × 45 cm, œuvre disparue depuis le 15 septembre 1918[2]

aux Pays-Bas
- Amsterdam, Rijksmuseum : 
  - Le Docteur[3]
  - Ermite priant dans une ruine,huile sur panneau, 33 × 27 cm[4]
- La Haye, musée Bredius : Garçon à la cage à oiseau, huile sur panneau, 44,5 × 36,5 cm[5]

en Suède
- Stockholm, Nationalmuseum : Scène de cuisine, 53 × 39 cm[6]

## Galerie

Œuvres de Jan Adriaensz. van Staveren
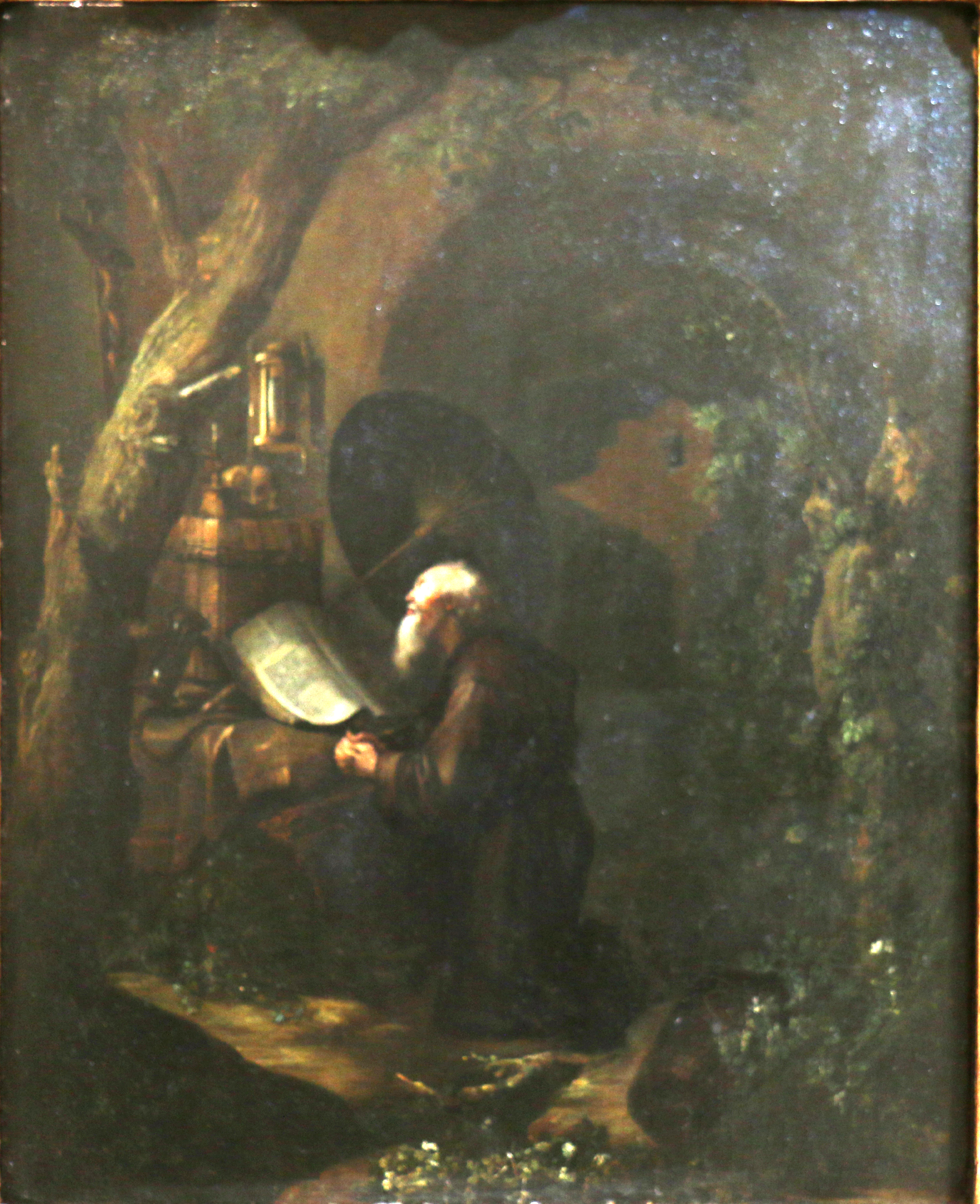
Saint Jérôme en prière, Aix-en-Provence, musée Granet.
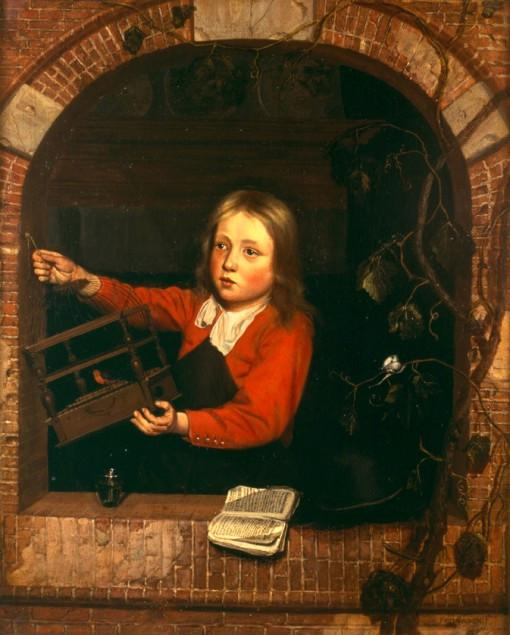
Garçon à la cage à oiseau (vers 1667), La Haye, musée Bredius
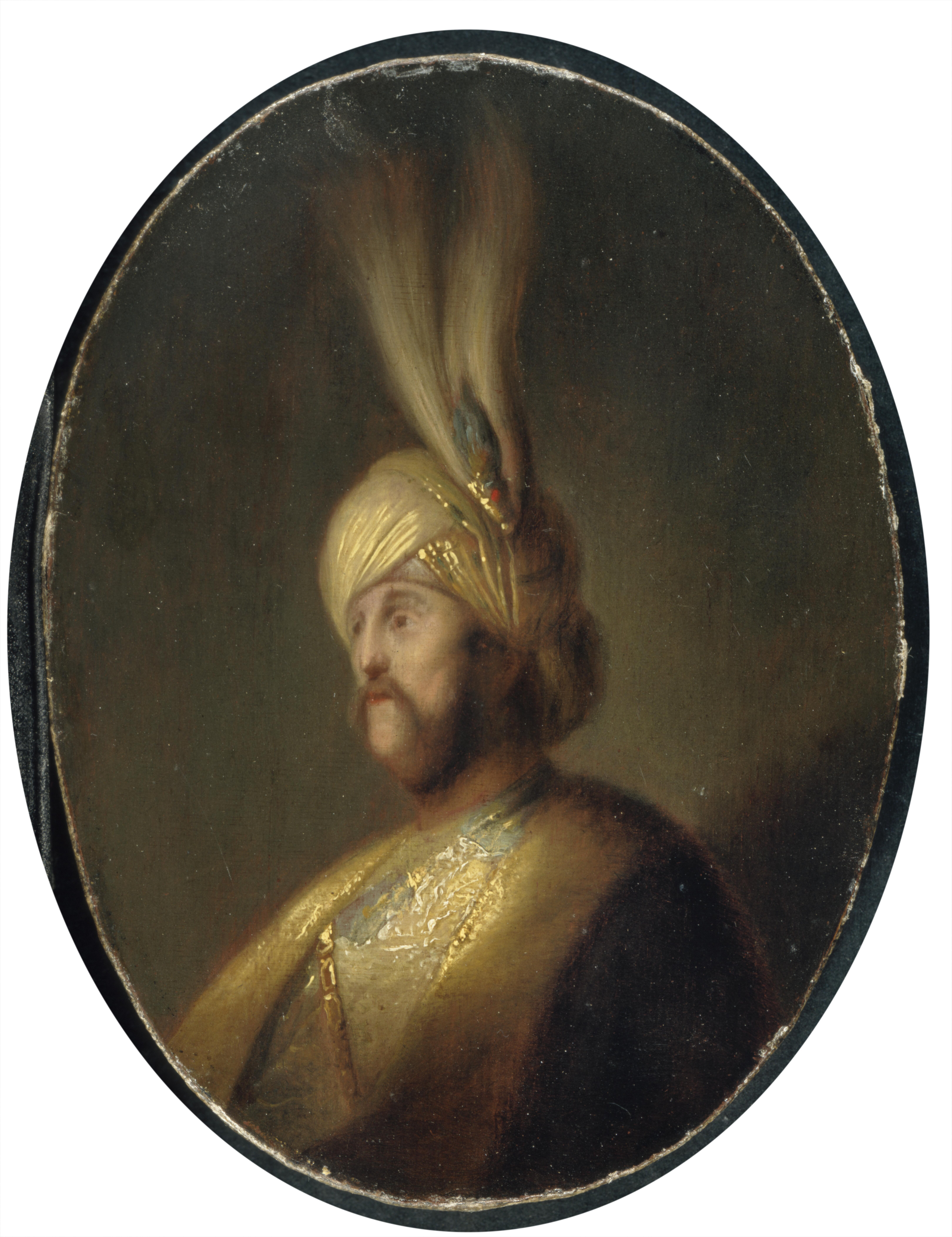
L'Homme au turban, localisation inconnue.